# Abschieds-Walzer (Strauss)
Abschieds-Walzer ist ein nachgelassener Walzer von Johann Strauss Sohn ohne Opus-Zahl. Das Werk wurde am 9. Dezember 1900 im Konzertsaal des Wiener Musikvereins erstmals aufgeführt.